# 龍的繼承者
〈龍的繼承者〉（英語：The Heirs of the Dragon）是美國HBO奇幻劇情电视剧《龍族前傳》的劇集首播集。該集是第一季的第一集，由劇集的聯合開創者萊恩·康達爾編劇，改編自喬治·R·R·馬丁的小說《血與火》的後半部分，並由明格爾·薩普什尼克執導。
作為首播集，該集精確地介紹了劇集的設定和主要角色。

## 劇情

### 赫倫堡，序幕
征服後101年，傑赫里斯·坦格利安一世國王（麥克·卡特 飾）的兩個兒子相繼離世，為了避免王國發生内战，他在赫倫堡召開了一次大諮議會來決定王位繼承人。雖然國王的大孫子韋賽里斯·坦格利安王子（派迪·康斯丁 飾）在議會上被任命為繼承人，但仍有幾位伯爵支持國王最年長的在世後裔雷妮絲·坦格利安公主（夏娃·貝斯 飾）。

### 君臨
在韋賽里斯·坦格利安一世國王統治九年後，他的妻子艾瑪·艾林王后（西安·布魯克 飾）再度懷孕，他確信胎兒會是一個男孩，並因此組織了一場盛大的比賽來慶祝孩子的即將出生。國王之手奧托·海塔爾爵士（萊斯·伊凡 飾）以韋賽里斯的弟弟兼王位繼承人戴蒙·坦格利安親王（馬特·史密斯 飾）作為都城守備隊（“金袍子”）司令的殘忍手段為由，堅持認為戴蒙不適合統治王國，但韋賽里斯拒絕聆聽。
在比賽中，韋賽里斯的女兒雷妮拉·坦格利安公主（米莉·愛考克 飾）和奧托的女兒亞莉森·海塔爾小姐（艾蜜莉·凱利 飾）對擊敗戴蒙的普通多恩出生骑士克里斯頓·科爾爵士（法比恩·法蘭科 飾）很感興趣。與此同時，艾瑪的分娩出現困難，再這樣下去母親和胎兒的生命都會有危險。為了得到一個男性繼承人，韋賽里斯忍痛命令梅羅斯大學士（大衛·霍羅維奇 飾）進行剖腹產以保住胎兒性命，但最終艾瑪和孩子貝隆都死於分娩併發症。雷妮拉的巨龍敘拉克斯隨後火化了他們的屍體。
奧托報告御前會議，說戴蒙在當地的一家妓院裡稱貝隆為“一日繼承人”。憤怒的韋賽里斯因而剝奪了戴蒙的繼承權，並將他逐出君臨。韋賽里斯其後宣佈雷妮拉將接替戴蒙成為繼承人，並告訴她一個代代相傳的秘密：征服者伊耿夢見來自北方的威脅，只有坦格利安家族坐上鐵王座才能讓維斯特洛擊退該威脅。
當最後維斯特洛的伯爵們向雷妮拉宣誓效忠時，戴蒙和他的愛人彌賽麗亞（水野索諾亞 飾）騎著他的巨龍科拉克休離開了君臨。

## 迴響

### 收視率
該集的首播收視人數約為999萬，這使其成為HBO最高的首播收視記錄。龐大的觀眾規模導致某部份美國的HBO Max和加拿大的Crave服務崩潰，使一些用戶無法使用。Downdetector收到3700個應用軟體沒有回應的事故報告。HBO稱HBO Max創下平台劇集首播單日收視新紀錄。這一說法尚未得到尼爾森收視率等第三方的驗證，因後者僅將HBO有線頻道的收視率製成表格。8月26日，HBO表示全美的觀看人數已升至2000萬。
在英國，該集在Sky Atlantic上的觀看人數為139萬，成為Sky有史以來最龐大的電視劇首播規模。

### 評價
該集獲得大多數的正面評價。根据評論匯總网站爛番茄汇总的145篇评论文章，86%的评论家给予该作正面评价，使之獲得「認證新鮮」標識，平均打分为7.60分（满分10分）」
海倫·奧哈拉為《IGN》撰稿，給首播集8/10分的評價並說：“《龍族前傳》的首播集標誌著《權力遊戲》衍生劇的強勢開局。該集最初在風格和內容上感覺非常接近其前作，但很快便圍繞一位親切卻優柔寡斷的國王和生動的新角色之間展開的一場權力鬥爭。”《Den of Geek》的亞歷克·博哈拉德（Alec Bojalad）給該集四顆星的評價（滿分五顆星），認為其“在很多方面比‘凛冬将至’更好，因為該集有一種目標更加明確的體驗”，並進一步讚揚演員的演技（尤其是馬特·史密斯）和马上枪术比赛的場景。《衛報》的麗貝卡·尼科爾森（Rebecca Nicholson）在對該劇前六集的評論中稱第一集“精彩絕倫”，亦給該集四顆星的評價（滿分五顆星）並說：“該集在一個小時內完全講述了使該劇的前身《權力遊戲》成為電視巨頭的一切。”《影音俱樂部》的珍娜·舍勒（Jenna Scherer）給該集評分為“B”，將其描述為“如果接下來的每一集都能像第一集一樣，《龍族前傳》將比《權力遊戲》更踏實，無論好壞。”然而她亦批評該集的製作設計，表示儘管該劇發生在兩個世紀前，但許多設計“與《權力遊戲》中的相同”，尤其是“服裝、技術和行業術語”。

### 榮譽
| 年份 | 獎項                   | 類別                                       | 入圍者                                                                           | 結果 | 來源   |
| ---- | ---------------------- | ------------------------------------------ | -------------------------------------------------------------------------------- | ---- | ------ |
| 2023 | 藝術指導工會獎         | 最佳一小時或奇幻單鏡電視劇集               | 吉姆·克萊（Jim Clay）                                                                    | 提名 | [ 11 ] |
| 2023 | 美國服裝設計工會獎     | 最佳科幻／奇幻電視服裝                     | 賈妮·特米梅                                                                      | 獲獎 | [ 12 ] |
| 2023 | 黃金時段創意藝術艾美獎 | 最佳奇幻／科幻服裝                         | 賈妮·特米梅、凱瑟琳·伯奇爾（Katherine Burchill）、保羅·約厄爾（Paul Yeowell）、 瑞秋·喬治（Rachel George）、喬安娜·林奇（Joanna Lynch） | 獲獎 | [ 13 ] |
| 2023 | 黃金時段創意藝術艾美獎 | 最佳敘事／奇幻節目製作設計（一小時或以上） | 吉姆·克萊、多明尼克·馬斯特斯（Dominic Masters）、克萊爾·尼亞·理查茲（Claire Nia Richards）                         | 提名 | [ 14 ] |

## 外部連結
- 互联网电影数据库上龍的繼承者的资料（英文）

- 《龍的繼承者》（页面存档备份，存于）在HBO
- 爛番茄上《龍的繼承者》的資料（英文）